# Tourisme halal

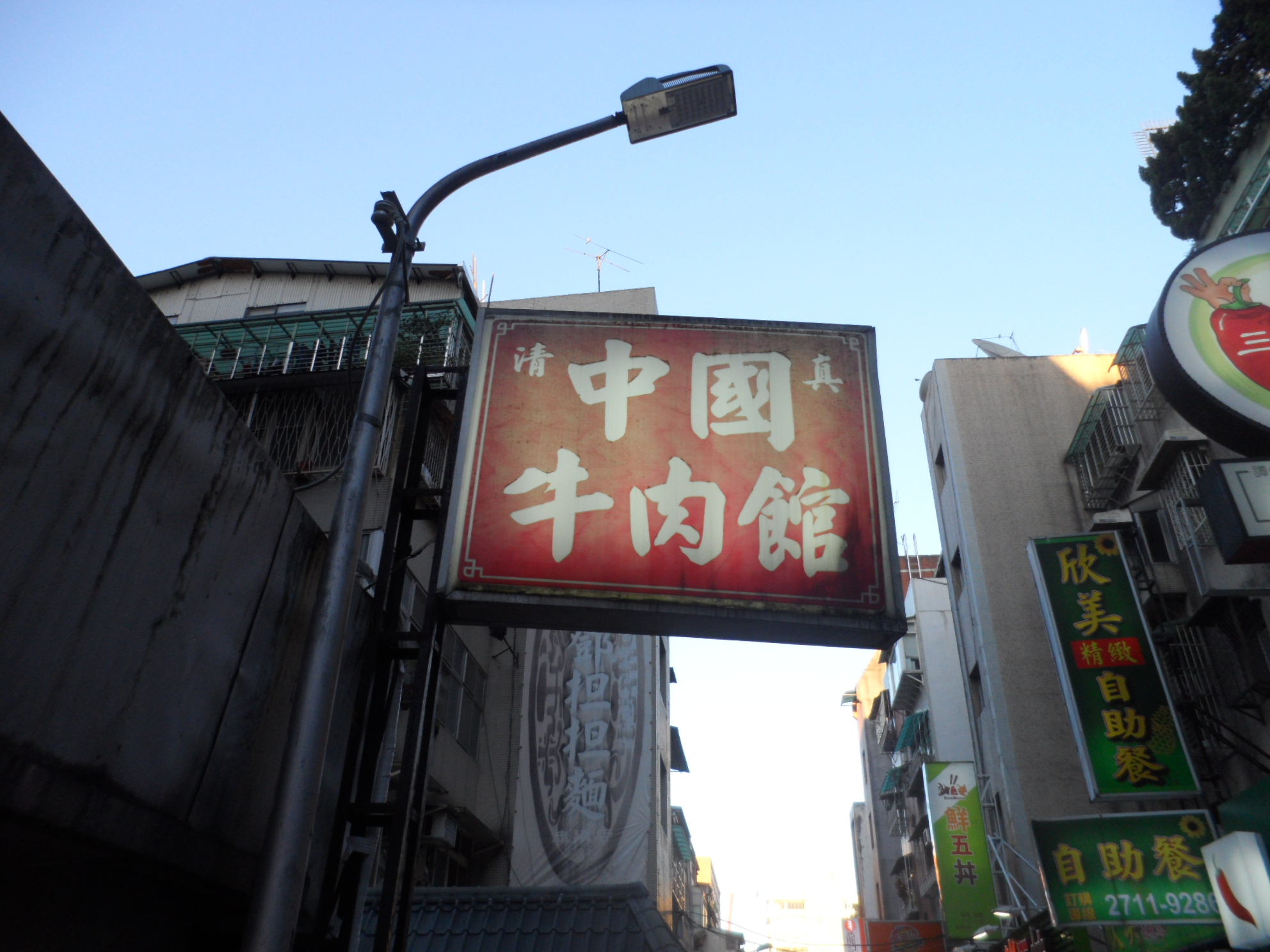
Restaurant chinois halal à Taipei, Taïwan.

Le tourisme halal, parfois appelé muslim friendly  ou tourisme islamique, est un type de tourisme de niche commercialisé auprès des musulmans. Cette forme de tourisme propose des offres et des activités spécifiques à cette clientèle, leur garantissant une conformité avec les règles de l'islam.

## Définition
Le tourisme s’adresse aux musulmans et offre des services dits « licites », c'est-à-dire conforme aux règles de l'islam. Cette forme de tourisme est aussi qualifiée par les expressions « muslim friendly », traduisant une offre ouverte et accueillante envers les musulmans, parfois préférée dans l'usage au terme « tourisme halal », ou encore « tourisme islamique »,.
L'apparition de cette forme de tourisme spécialisé, dit de niche, remonterait au début des années 2010.

## Les formes du tourisme halal
Un article de The Economist, publié le 25 mai 2013, observe que « Les services, tels que les vacances halal sont également en plein essor. Crescent Tours, une agence de voyage en ligne basée à Londres, réserve pour ses clients des chambres dans des hôtels en Turquie ayant des piscines séparées pour les hommes et les femmes, des restaurants halal et sans alcool, et loue des villas privées entourées de hauts murs ».
Ainsi, les établissements hôteliers adaptent ainsi leurs offres en ne proposant « ni alcool, ni nourriture illicite, ni jeux, ni boîtes de nuit, ni piscines mixtes, qu'il sera impossible de partager une chambre avec quelqu'un du même sexe sans être marié, qu'un personnel féminin sera mis à disposition pour les femmes et les familles, présence d'un Coran dans chaque chambre, des marqueurs en direction de la Qibla, des programmes TV licites ou encore des représentations picturales sans représentations humaines ». Certains hôtels emploient du personnel originaire de pays arabes ou pays musulmans pour assurer la traduction et toute autre assistance qui pourrait s’avérer nécessaire pour les touristes venant de pays musulmans.
La Malaisie, la Turquie ou encore l'Espagne tentent ainsi d’attirer les touristes musulmans du monde entier en leur proposant des services conformes à leurs convictions religieuses.
L'un des premiers clubs de vacances dit licite ouvert serait le Sah Inn Paradise Hotel, à Antalya en Turquie.
Il existe par ailleurs des compagnies aériennes spécifiques ou offrant des services adaptés, notamment avec l'absence d'alcool ou de produits à base de porc, l'indication des horaires de prière et où la diffusion d'émissions religieuses.

## Économie et statistiques
D’après un rapport de Euromonitor International, publié au World Travel Market (grand évènement annuel pour le secteur du voyage) en 2007 à Londres, il se pourrait que l’on assiste à un boom du tourisme halal au Moyen-Orient. Le rapport mentionne un marché pour une startup halal dans le transport aérien, qui serait en mesure de proposer de la nourriture halal, l’appel à la prière, des exemplaires du Coran dans les pochettes des sièges et des sections séparées pour les voyageurs hommes et femmes,.
Une étude de la société du tourisme singapourien Crescent Rating, le chiffre d'affaires du tourisme islamique représentait environ 126 milliards de dollars en 2011,. Il est estimé, pour cette année, que les touristes en provenance de Bahreïn, du Koweït, d'Oman, du Qatar, de l'Arabie saoudite et des Émirats arabes unis représentent « 37 % des dépenses effectuées par les touristes musulmans ». La population de ces pays, au niveau de vie élevé, ne « forment [cependant] que 3 % de la population musulmane mondiale ».
En 2016, le tourisme halal, est estimé à 145 milliards de dollars dans le monde.